# Sebastian Szymański (Fußballspieler)
Sebastian Szymański (* 10. Mai 1999 in Biała Podlaska) ist ein polnischer Fußballspieler, der als Mittelfeldspieler bei Fenerbahçe Istanbul unter Vertrag steht. Zuvor stand er bei seinem Jugendverein Legia Warschau sowie bei FK Dynamo Moskau in Russland unter Vertrag. Szymański ist polnischer Nationalspieler.

## Karriere

### Verein
Szymański spielte zunächst bei TOP 54 Biała Podlaska und wechselte 2013 in die Jugendabteilung von Legia Warschau. Er absolvierte sein Ligadebüt in der Ekstraklasa am 20. August 2016 im Alter von 17 Jahren bei einer 1:3-Heimniederlage gegen Arka Gdynia. Kam Szymański in der Spielzeit 2016/17 zu 10 Spielen (ein Tor), spielte er in der Saison 2017/18 regelmäßiger. Die Spielzeit 2018/19 bedeutete für Szymański sein Durchbruch, als er sich in der Offensive der Warschauer einen Stammplatz erkämpfen konnte und dabei sowohl als offensiver Mittelfeldspieler, als rechter Mittelfeldspieler oder als linker Außenstürmer eingesetzt wurde. Dabei stand er in 31 von 34 Punktspieleinsätzen in der Anfangself. Mit Legia Warschau wurde Szymański in den Jahren 2017 und 2018 polnischer Meister und 2018 des Weiteren auch polnischer Pokalsieger.
Im Juni 2019 wechselte er zu Dynamo Moskau. Er gab sein Ligadebüt am 12. Juli 2019 bei einem 2:0-Heimsieg gegen Arsenal Tula. In der Saison 2019/20 war Szymański über weite Strecken Stammspieler und kam zu 22 Ligaeinsätzen. Auch in den Spielzeiten 2020/21 und 2021/22 hatte er seinen Platz in der Stammelf und war dabei als offensiver Mittelfeldspieler oder im zentralen Mittelfeld erste Wahl.
Am 22. Juli 2022 wurde Szymański für ein Jahr an den niederländischen Verein Feyenoord Rotterdam ausgeliehen, mit einer Kaufoption für den Verein. Sein erstes Tor für den Verein erzielte er am 27. August 2022, als er beim 4:0-Sieg gegen den FC Emmen den vierten Treffer erzielte. In seiner einzigen Saison in den Niederlanden konnte Szymański die niederländische Meisterschaft gewinnen. Nach Leihende kehrte er nach Moskau zurück und wechselte im Juli 2023 zur Saison 2023/24 zum amtierenden türkischen Vizemeister und Pokalsieger Fenerbahçe Istanbul. Dort erhielt er einen Vierjahresvertrag.

### Nationalmannschaft
Szymański absolvierte Spiele für diverse Jugendauswahlen Polens. Im Mai 2018 wurde er in den vorläufigen 35-köpfigen Kader Polens für die Weltmeisterschaft 2018 in Russland berufen. In den endgültigen 23er-Kader schaffte er es nicht. Er nahm mit seinem Heimatland an der Weltmeisterschaft 2022 in Katar teil.

## Erfolge
- Legia Warschau
  - Polnische Meisterschaft: Meister 2016/17, Meister 2017/18, Vizemeister 2018/19
  - Polnischer Pokal: Sieger 2017/18[15]

- FK Dynamo Moskau
  - Russischer Pokal: Finalist 2021/22[15]

- Feyenoord Rotterdam
  - Niederländischer Meister: 2022/23[16]